# مسافر (فیلم ۲۰۱۰)
«مسافر» (انگلیسی: The Traveler (2010 film)) فیلمی در ژانر ترسناک است که در سال ۲۰۱۰ منتشر شد. از بازیگران آن می‌توان به وال کیلمر و پل مک‌گیلیون اشاره کرد.